# Mike Reiss
Mike Reiss (* 15. září 1959 Bristol, Connecticut) je americký scenárista.
Pracoval na seriálech Simpsonovi, na kterém se podílel spolu s Alem Jeanem jako showrunner, a Kritik, dále se podílel na filmech Doba ledová 3: Úsvit dinosaurů, Horton, Moje tlustá řecká svatba a Simpsonovi ve filmu. Je autorem internetového seriálu Queer Duck.
Reiss studoval na Harvardu, kde pracoval pro satirický časopis Harvard Lampoon. Reiss je ženatý a žije v New Yorku. Má židovské předky, ale je ateista.